# Maubert-Fontaine
Maubert-Fontaine és un municipi francès situat al departament de les Ardenes i a la regió del Gran Est. L'any 2007 tenia 1.075 habitants.

## Demografia

### Població
El 2007 la població de fet de Maubert-Fontaine era de 1.075 persones. Hi havia 416 famílies de les quals 116 eren unipersonals (60 homes vivint sols i 56 dones vivint soles), 108 parelles sense fills, 160 parelles amb fills i 32 famílies monoparentals amb fills.
La població ha evolucionat segons el següent gràfic:
Habitants censats

### Habitatges
El 2007 hi havia 457 habitatges, 410 eren l'habitatge principal de la família, 13 eren segones residències i 34 estaven desocupats. 401 eren cases i 56 eren apartaments. Dels 410 habitatges principals, 260 estaven ocupats pels seus propietaris, 138 estaven llogats i ocupats pels llogaters i 12 estaven cedits a títol gratuït; 1 tenia una cambra, 10 en tenien dues, 50 en tenien tres, 118 en tenien quatre i 231 en tenien cinc o més. 294 habitatges disposaven pel capbaix d'una plaça de pàrquing. A 190 habitatges hi havia un automòbil i a 154 n'hi havia dos o més.

### Piràmide de població
La piràmide de població per edats i sexe el 2009 era:
| Homes | Edats   | Dones |
| ----- | ------- | ----- |
| 0     | 95 o +  | 0     |
| 0     | 90 a 94 | 0     |
| 8     | 85 a 89 | 20    |
| 4     | 80 a 84 | 8     |
| 12    | 75 a 79 | 32    |
| 24    | 70 a 74 | 20    |
| 16    | 65 a 69 | 20    |
| 20    | 60 a 64 | 4     |
| 20    | 55 a 59 | 20    |
| 28    | 50 a 54 | 36    |
| 52    | 45 a 49 | 36    |
| 28    | 40 a 44 | 36    |
| 28    | 35 a 39 | 28    |
| 16    | 30 a 34 | 44    |
| 24    | 25 a 29 | 12    |
| 52    | 20 a 24 | 24    |
| 48    | 15 a 19 | 16    |
| 48    | 10 a 14 | 32    |
| 32    | 5 a 9   | 24    |
| 20    | 0 a 4   | 12    |

## Economia
El 2007 la població en edat de treballar era de 695 persones, 456 eren actives i 239 eren inactives. De les 456 persones actives 396 estaven ocupades (242 homes i 154 dones) i 60 estaven aturades (26 homes i 34 dones). De les 239 persones inactives 55 estaven jubilades, 88 estaven estudiant i 96 estaven classificades com a «altres inactius».

### Ingressos
El 2009 a Maubert-Fontaine hi havia 394 unitats fiscals que integraven 978,5 persones, la mediana anual d'ingressos fiscals per persona era de 14.449 €.

### Activitats econòmiques
Dels 46 establiments que hi havia el 2007, 2 eren d'empreses alimentàries, 2 d'empreses de fabricació d'altres productes industrials, 4 d'empreses de construcció, 11 d'empreses de comerç i reparació d'automòbils, 4 d'empreses de transport, 4 d'empreses d'hostatgeria i restauració, 4 d'empreses financeres, 1 d'una empresa de serveis, 9 d'entitats de l'administració pública i 5 d'empreses classificades com a «altres activitats de serveis».
Dels 13 establiments de servei als particulars que hi havia el 2009, 1 era una oficina de correu, 1 una oficina bancària, 1 taller de reparació d'automòbils i de material agrícola, 1 autoescola, 1 guixaire pintor, 3 lampisteries, 2 perruqueries, 2 restaurants i 1 saló de bellesa.
Dels 6 establiments comercials que hi havia el 2009, 1 era un hipermercat, 1 una botiga de més de 120 m², 2 fleques, 1 una peixateria i 1 una botiga de material de revestiment de parets i terra.
L'any 2000 a Maubert-Fontaine hi havia 16 explotacions agrícoles que ocupaven un total de 711 hectàrees.

## Equipaments sanitaris i escolars
El 2009 hi havia 1 farmàcia i 1 ambulància.
El 2009 hi havia una escola elemental.

## Poblacions més properes
El següent diagrama mostra les poblacions més properes.